# Stefanowo (gmina Sompolno)
Stefanowo – wieś sołecka w Polsce położona w województwie wielkopolskim, w powiecie konińskim, w gminie Sompolno. Od strony zachodniej sąsiaduje z Kanałem Grójeckim.
W latach 1975–1998 miejscowość należała administracyjnie do województwa konińskiego. Według danych z roku 2009 liczyła 283 mieszkańców, w tym 142 kobiety i 141 mężczyzn.
Przez Młynek przebiega niebieski szlak rowerowy Ślesin - Lubstów - Ślesin. Mieszkańcy Marianowa wyznania katolickiego przynależą do parafii św. Mateusza Apostoła w Lubstówku.